# (6364) Casarini
(6364) Casarini es un asteroide perteneciente al cinturón de asteroides, descubierto el 5 de marzo de 1981 por Henri Debehogne y Giovanni de Sanctis desde el observatorio de La Silla.

## Designación y nombre
Designado provisionalmente como 1981 ET, fue nombrado en memoria de Jeannine Casarini, profesora de francés, participó en la expedición científica Tunguska99 a Siberia Central, contribuyendo fuertemente a la organización y al éxito de esta difícil empresa.

## Características orbitales
(6364) Casarini está situado a una distancia media del Sol de 2,749 ua, pudiendo alejarse hasta 3,433 ua y acercarse hasta 2,066 ua. Su excentricidad es 0,249 y la inclinación orbital 9,672 grados. Emplea 1665,14 días en completar una órbita alrededor del Sol.
Los próximos acercamientos a la órbita de Júpiter ocurrirán el 30 de mayo de 2062, el 27 de julio de 2121 y el 22 de septiembre de 2180.

## Características físicas
La magnitud absoluta de (6364) Casarini es 12,22. Tiene 10,536 km de diámetro y su albedo se estima en 0,277. 